# Liste der Monuments historiques in Surjoux-Lhopital
Die Liste der Monuments historiques in Surjoux-Lhopital führt die Monuments historiques in der französischen Gemeinde Surjoux-Lhopital auf.

## Liste der Bauwerke
| Bezeichnung             | Beschreibung              | Standort | Kennzeichnung | Schutzstatus | Datum | Bild           |
| ----------------------- | ------------------------- | -------- | ------------- | ------------ | ----- | -------------- |
| Salzspeicher in Surjoux | Erbaut im 18. Jahrhundert | (Lage)   | PA01000024    | Inscrit      | 2007  | weitere Bilder |